# 拉莫特鎮區 (伊利諾伊州克勞福德縣)
拉莫特鎮區（英語：Lamotte Township）是位於美國伊利諾伊州克勞福德縣的一個行政鎮區。

## 地方資料
根據2010年美國人口普查的數據，拉莫特鎮區的面積為132.10平方千米，當中陸地面積為131.60平方千米，而水域面積為0.50平方千米。當地共有人口1142人，而人口密度為每平方千米8.64人。